# Урочище «Пустиця»
Уро́чище «Пу́стиця» — болотне заповідне урочище місцевого значення в Україні. Розташоване в межах  Дубенського району Рівненської області  поблизу села Кам'яна Верба. 
Площа 4,3 га. Засноване рішенням облвиконкому № 98 від 18.06.1991 року. Перебуває у віданні Пустоіваннівської сільської ради. 
Статус надано для збереження місця зростання рідкісної болотної флори. Урочище розміщене між дорогою та сосновим лісом, у заплаві річечки, яка є правою притокою Пляшівки. Основа урочища — низинне болото карбонатного походження. Найбільшу площу займають рідкісні реліктові угруповання осоки Девелла (Carex davalliana), вид, занесений до Червоної книги України, що зростає на покриві із гіпнових мохів. Угруповання осоки Девелла занесені до Зеленої книги України як реліктові угруповання, що трапляються на території України на східній межі поширення. Тут також зростають: осока волосиста, китятки гіркуваті, незабудка литовська, звіробій чотирикрилий та інші рослини. 